# Palacio de los Cedros
Palacio de los Cedros (en portugués, Palácio dos Cedros) es un edificio histórico ubicado en el barrio de Ipiranga de la ciudad de São Paulo (Brasil), en la Rua Bom Pastor, número 798. La residencia fue construida en 1922, con proyecto del ingeniero Heribaldo Siciliano. Frente al palacio se encuentra el Monumento conmemorativo de la Independencia, actualmente llamado Museo Ipiranga. Su terreno tiene una superficie total de 14 mil metros cuadrados. El núcleo familiar del matrimonio Basílio Jafet y Adma Jafet, y sus hijas Violeta y Ângela, residió allí durante otras tres décadas, entre 1923 y 1957. Además de la primera casa, dentro del terreno hay una segunda construcción, un palacio hecho para su hija Violeta y su esposo, Chedid Jafet, entregado a la pareja en 1934. En 1928, Basilio Jafet registró su deseo de que, tras la muerte de sus hijas, el lugar fuera transformado en museo. Sin embargo, esto nunca se llevó a cabo. Actualmente, el lugar funciona como un espacio para eventos, el Palácio de los Cedros, que realiza bodas, fiestas de debutantes y eventos corporativos.

## Historia
En el año 1923, la familia Jafet se instala en la residencia. Después de cinco años, en 1928, Basílio Jafet registra en una oficina de registro que la propiedad debe ser perpetua para sus hijas, y después de su muerte, se convierte en un museo de antigüedades.
Luego de la muerte de Basilio Jafet, en 1947, sus hijas continuaron viviendo allí hasta 1957. Cuando abandonaron la propiedad, la propiedad fue arrendada al Hospital da Sancil, que operó en el sitio hasta alrededor de 1975. Más tarde, el Palácio de los Cedros fue transformado en un templo Hare Krishna, bautizado como el Templo de Ipiranga.
A principios de la década de 1990, la propiedad fue vendida a la empresa IBF (Industria Brasileña de Formas), que operó en el sitio hasta 1996. Más tarde, el lugar fue adquirido y transformado en el espacio para eventos Palácio de los Cedros.

## Arquitectura
En 1923, en la época ubicada en el número 798 de la Rúa Bom Pastor, actualmente 800, se inauguró el palacio de Basilio Jafet. El arquitecto responsable del proyecto arquitectónico fue la constructora de Heribaldo Siciliano, ingeniero también responsable de varios edificios icónicos de São Paulo, como el Edificio Caio Prado, el Palacio de Correos y la Facultad de Medicina de la Universidad de São Paulo. Su nombre proviene del jardín de la residencia, que tiene cedros, vegetación originaria del Líbano, a su alrededor. La mansión es similar a un castillo renacentista, pero la presencia de estilos orientales, barrocos y clásicos es clara en los detalles y decoraciones de la propiedad. En la entrada, una escalera de mármol de Carrara que conduce al salón principal. En el interior de la propiedad, en el primer ambiente, existe un vano libre, que une la planta baja con la planta alta. Entre los detalles destacan columnas, capiteles y arcos, adornados con escudos y ángeles de estilo barroco. A través de dos vidrieras Art Nouveau, una ubicada en el techo y la otra ubicada en la escalera del salón principal, la casa se ilumina con la luz del sol. En total, hay más de 50 habitaciones en el palacio, que se distribuyen en cuatro plantas. Durante los años que la familia vivió allí, muchas presencias distinguidas asistieron a las recepciones. Se registra que en el año 1954, el entonces presidente de Líbano Camille Chamoun y su esposa Zehfa Chamoun visitaron la residencia. En 1928, Basílio registró en una notaría que la propiedad pertenecía a la familia y, tras la muerte de sus dos hijas, Violeta y Ângela, la propiedad fue donada al Gobierno del Estado de São Paulo. Su deseo era que su residencia se transformara en un “museo de antigüedades”, lo que no ha sucedido hasta el día de hoy.

### Palacio Violeta

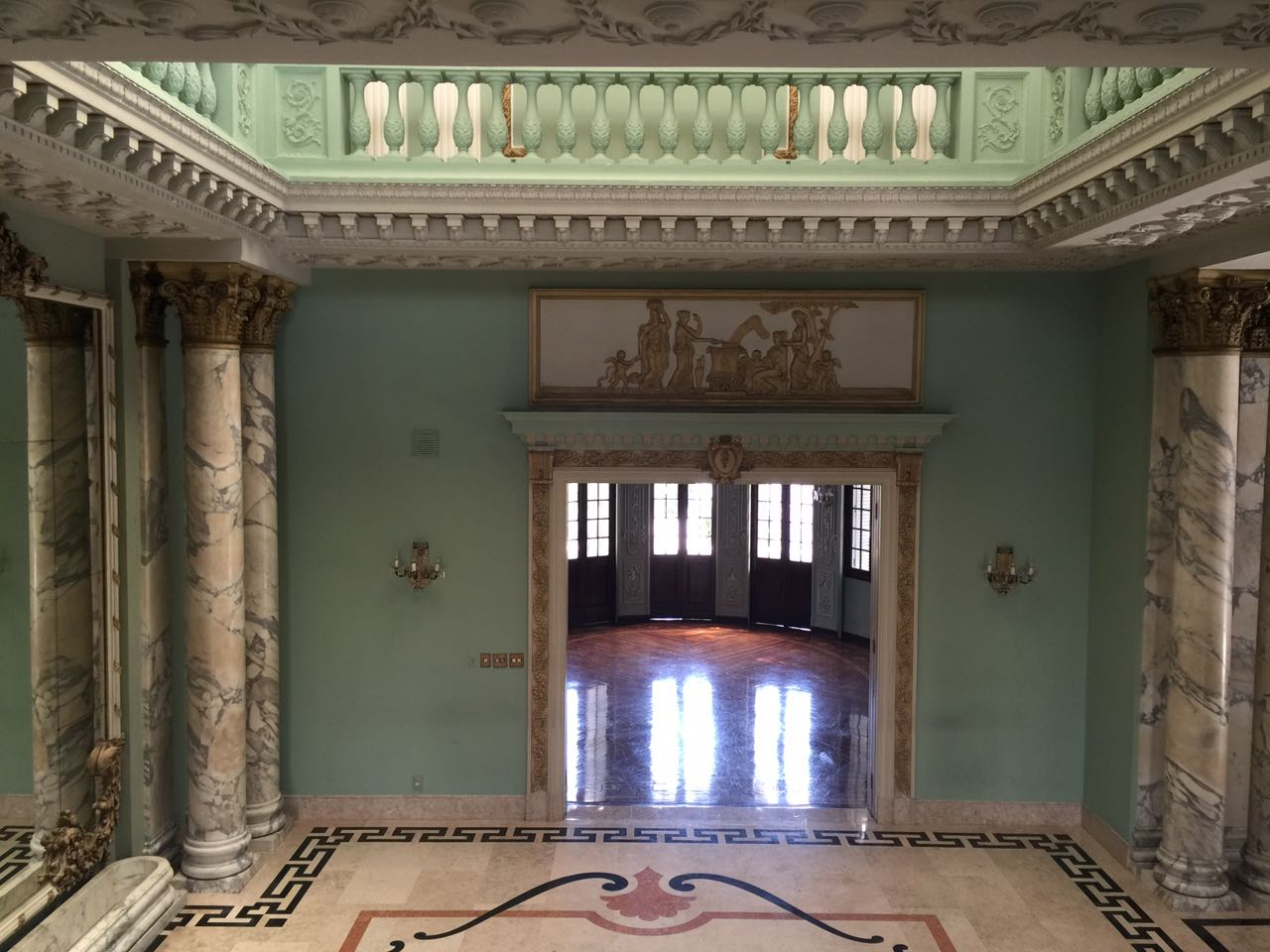
Habitación Palacio Violeta

Construida en 1934, en el mismo terreno del Palácio de los Cedros, se ubica otra residencia familiar, ésta, hecha para la hija Violeta Jafet y su esposo, Chedid Jafet. Los profesionales responsables de la obra fueron el ingeniero João Furtinger y el arquitecto Eduardo Benjamin Jafet.
Es una copia del Castillo de Víctor Hugo de Francia. En el primer piso, hay un salón forrado de espejos, inspirado en el salón de los espejos del Palacio de Versalles. Contigua al salón, una gran escalera, realizada en mármol Travertino, da acceso a la planta superior. Por voluntad de Violeta Jafet, se incluyó en el proyecto arquitectónico un comedor, inspirado en una sala del Palacio Sans-Souci, ubicado en Alemania. La sala en cuestión es un homenaje al escritor y filósofo Voltaire. Para la construcción de la residencia se utilizaron objetos importados de Europa, por miembros del Liceu de Artes e Ofícios de São Paulo. Al igual que la casa de su padre, la mansión de Violeta y Chedid también fue escenario de varias reuniones políticas importantes, especialmente durante la década de 1950, cuando Ricardo Jafet asumió el cargo de presidente del Banco do Brasil, entonces llamado Banco Central. Consta que Adhemar de Barros, Arthur Bernardes, Juscelino Kubitschek y Benedito Valadares.

## Importancia histórica y cultural
La familia Jafet es muy importante para el desarrollo económico y urbano de la ciudad de São Paulo, especialmente para el barrio de Ipiranga, ya que gran parte del crecimiento de la región se debe al esfuerzo de la familia.
El proceso de Catalogación del Bien se realizó a través del Consejo Municipal para la Preservación del Patrimonio Histórico, Cultural y Ambiental de la Ciudad de São Paulo, CONPRESP, por decisión unánime de los presentes en la 345.ª Reunión Extraordinaria, realizada el 28 de junio de 2005. Las razones que justifican la catalogación del Palácio de los Cedros y el conjunto de cinco casas en el barrio de Ipiranga donde vivieron miembros de la familia Jafet son: los valores arquitectónicos, ambientales, históricos y paisajísticos de las edificaciones. Otro motivo es también la necesidad de preservar la historia de una familia pionera de inmigrantes que vino del Líbano a São Paulo y trajo grandes progresos a la región de Ipiranga ya São Paulo. Los lugares también son puntos de referencia para la ciudad.
En la fecha de catalogación también se definió la forma de catalogación del edificio, el cual deberá conservar íntegramente las fachadas y cubierta, de manera que no altere sus características arquitectónicas. El ambiente interno también debe mantener su forma original, que incluye escaleras, columnas, puertas, molduras, pasamanos y detalles. La planta también debe mantenerse de forma original, conservando los jardines, el formato y la vegetación. Otro detalle del proceso de catalogación es que cualquier obra y pequeñas reparaciones en el inmueble deben ser previamente estudiadas por la DPH (Departamento de Patrimonio Histórico) y aprobadas por la Concresp.

## En la actualidad
Actualmente, el Palácio de los Cedros funciona como un espacio de eventos para bodas, debutantes y eventos corporativos, a través de reservas. Solo se permite visitar el sitio a través del contacto previo con la administración, en caso de que esté invitado a un evento, es decir, el anfitrión.

## Galería

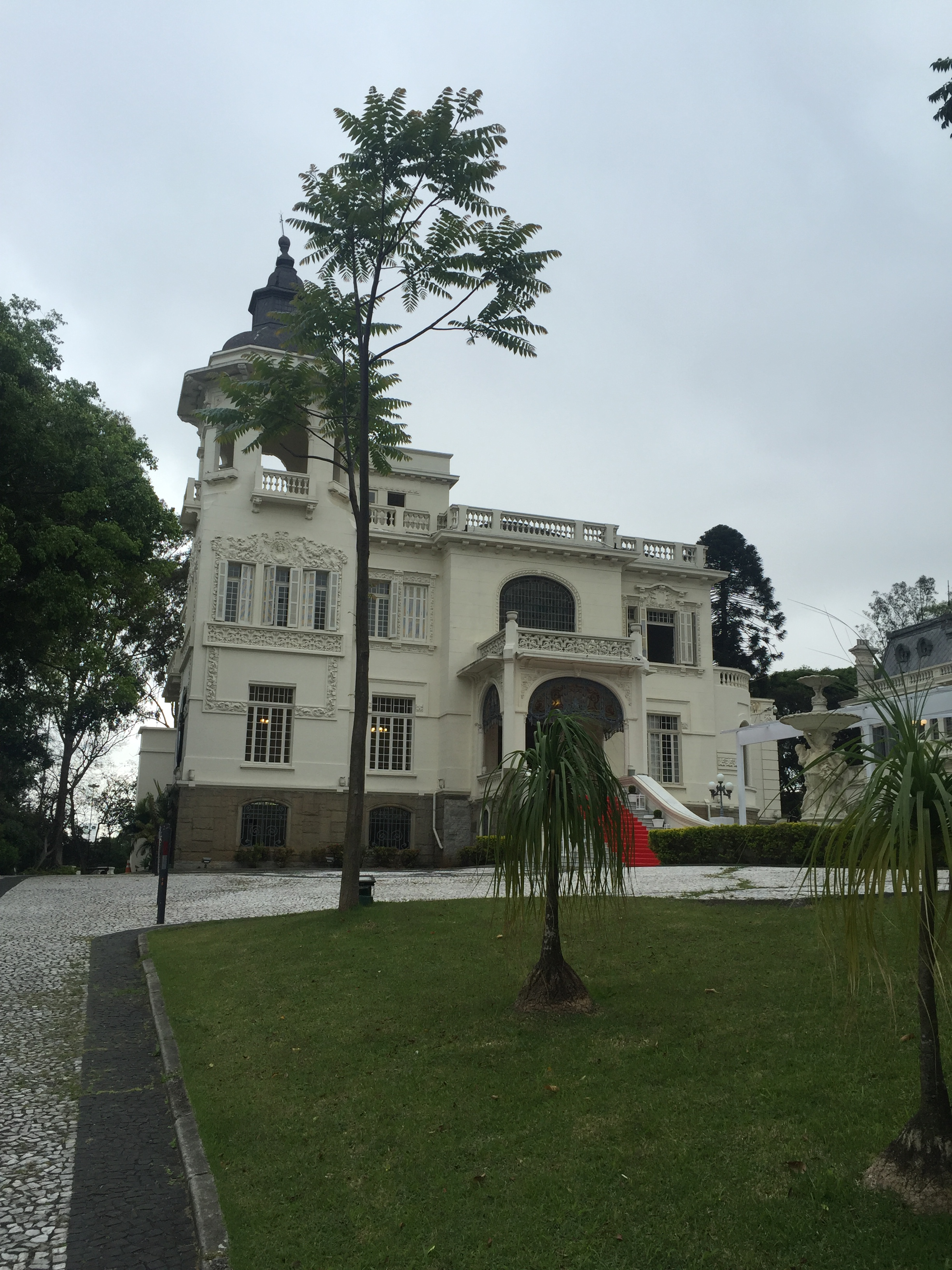
Vista general
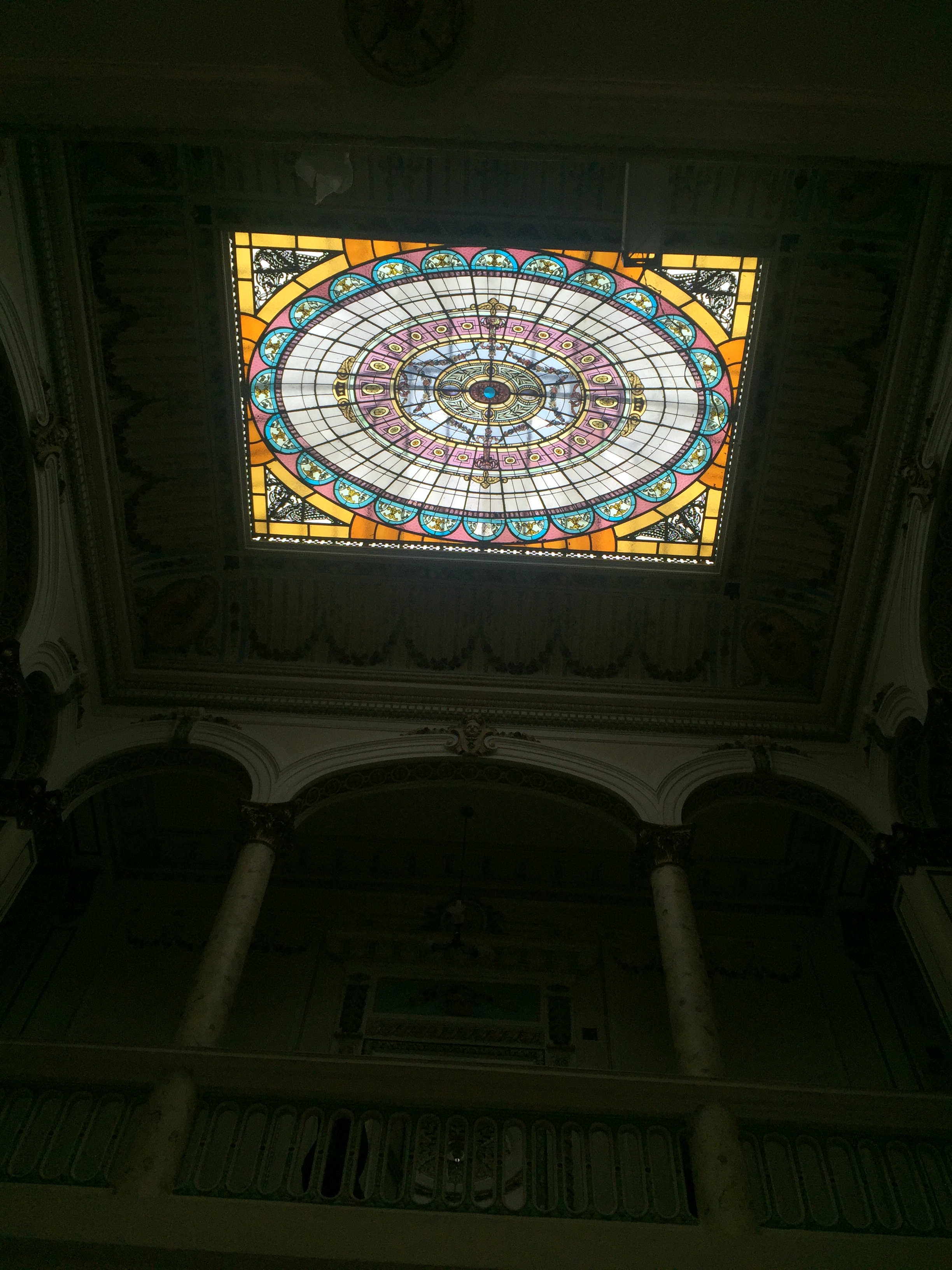
Tragaluz con vitrales
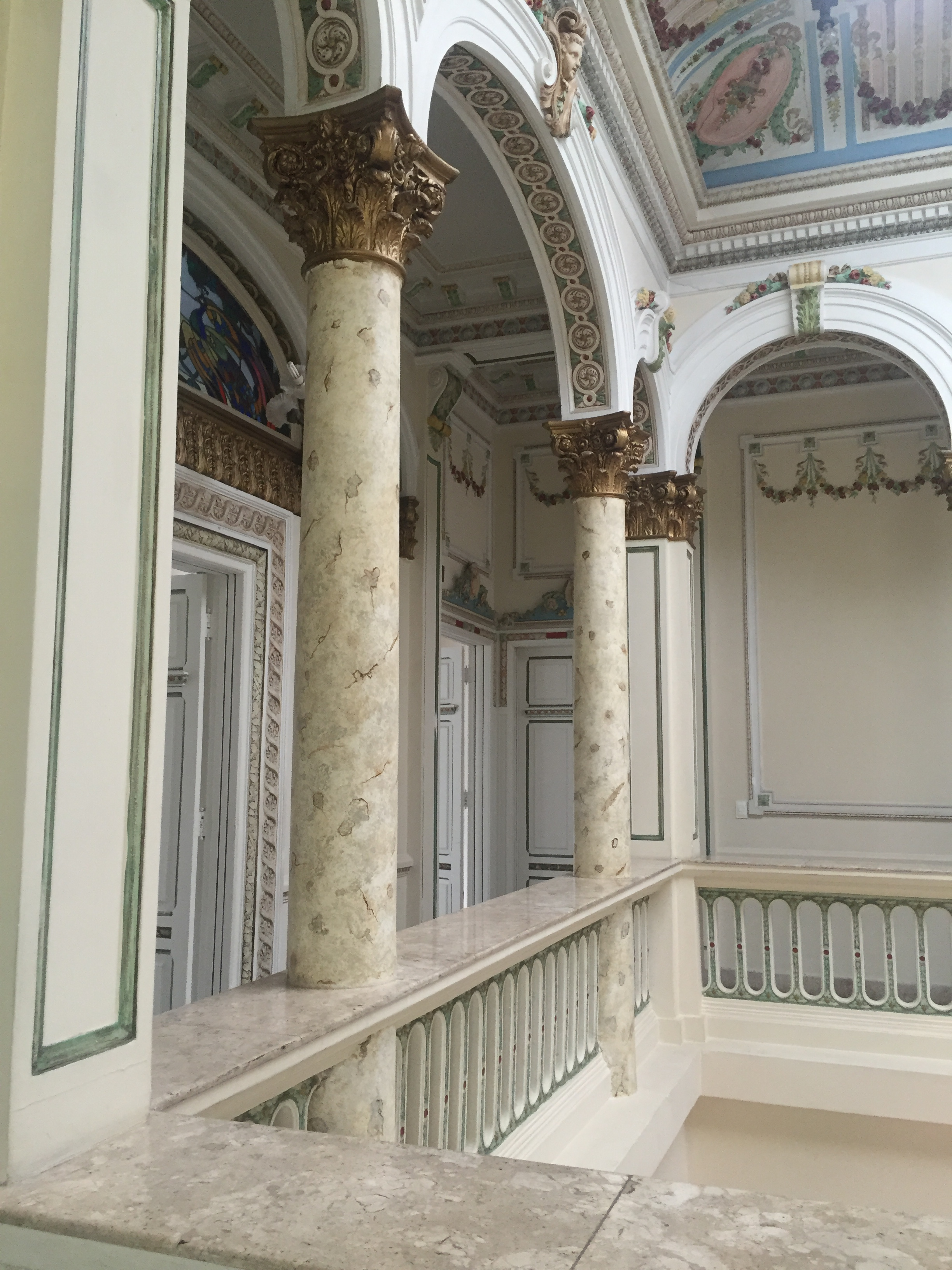
Peristilo del segundo piso
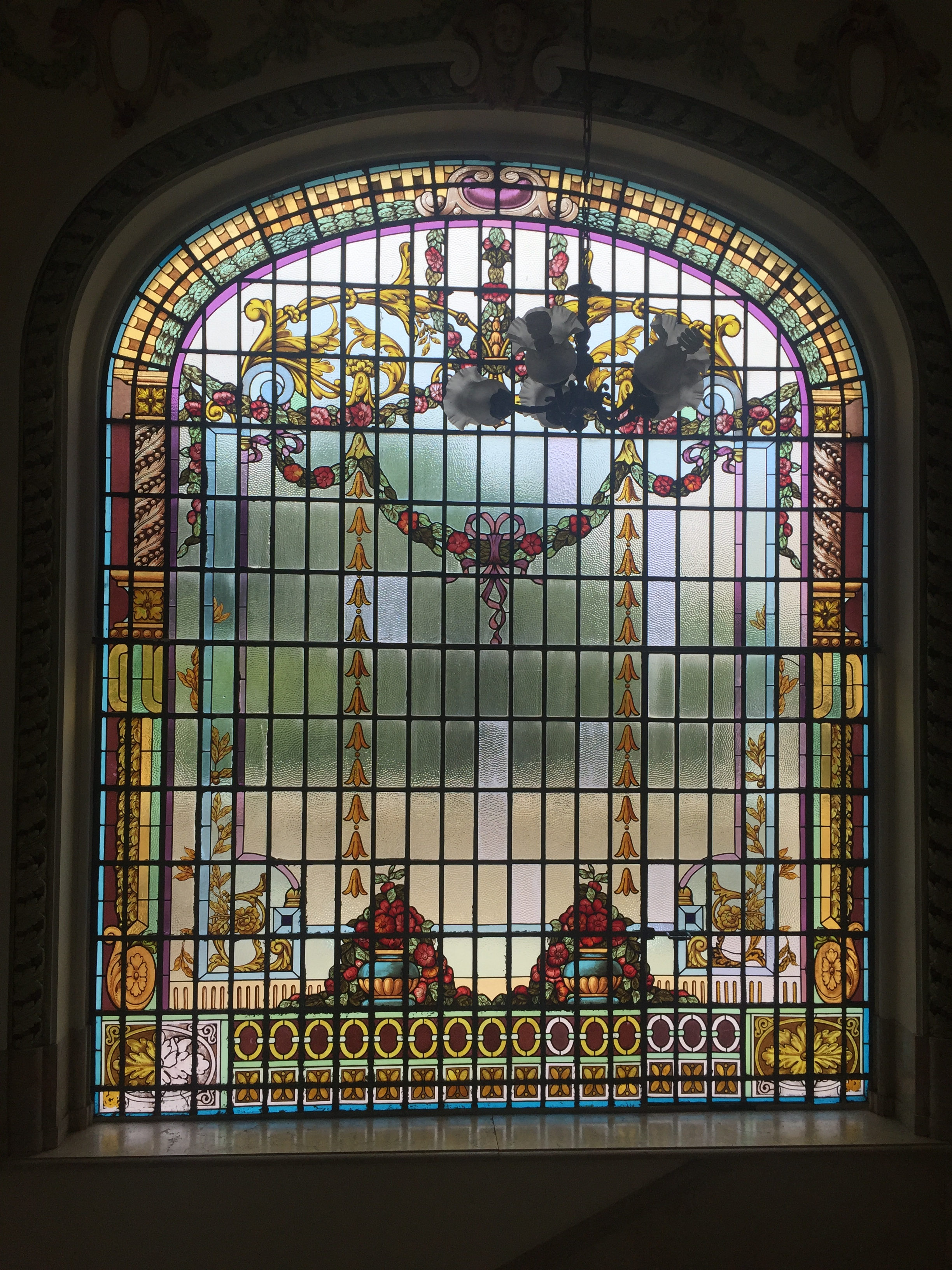
Vitrales del vestíbulo
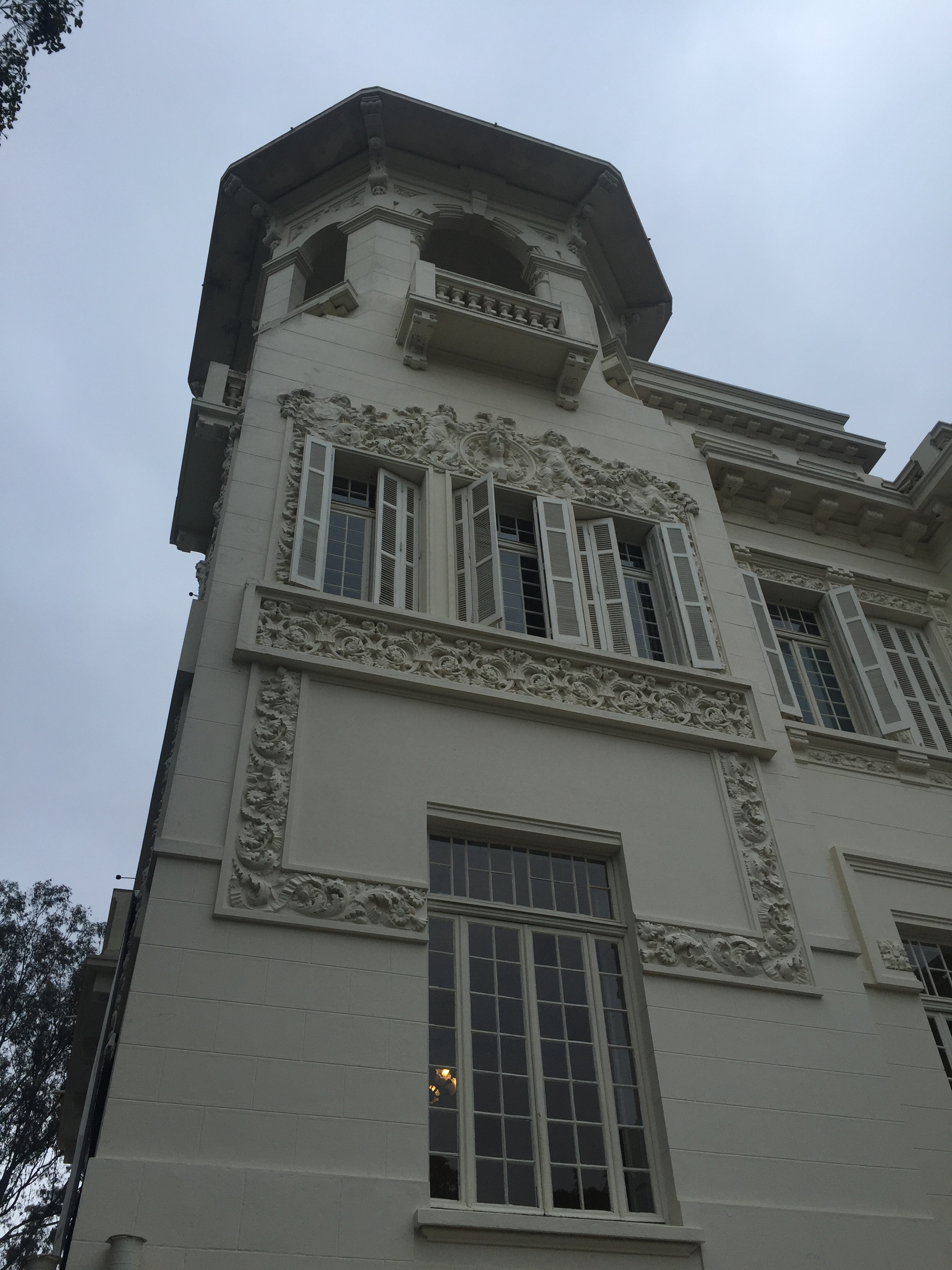
La torre
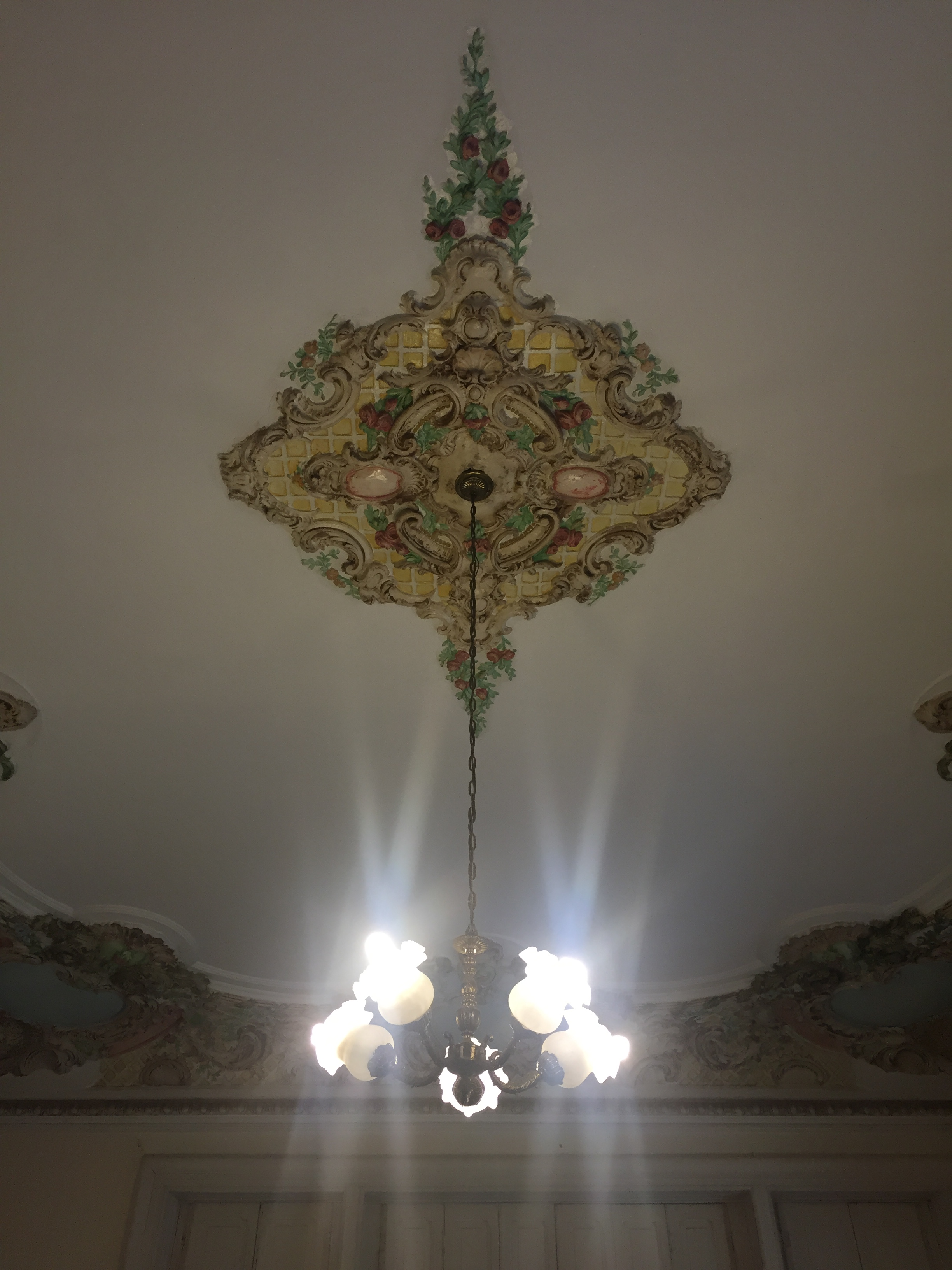
Lámpara